# Bodenheimera rachelae
Bodenheimera rachelae är en insektsart som först beskrevs av Bodenheimer 1924.  Bodenheimera rachelae ingår i släktet Bodenheimera och familjen skålsköldlöss. Inga underarter finns listade i Catalogue of Life.